# Corymbia serendipita
Corymbia serendipita là một loài thực vật có hoa trong Họ Đào kim nương. Loài này được (Brooker & Kleinig) A.R.Bean mô tả khoa học đầu tiên năm 2002.